# Almindelig særkrone
Almindelig særkrone (Amorpha fruticosa) er en løvfældende busk med små, violette blomster i tætte klaser. Busken bliver dyrket af og til som prydplante i parker og større haver. Veddet er skørt, og grenene brækker let.

## Beskrivelse
Almindelig særkrone er en løvfældende buske med en opret til overhængende vækst. Barken er først lysegrøn og dækket af fine hår. Senere bliver den brunlig og i tiltagende grad mørkegrå med stive, børsteagtige hår. Knopperne er spredt stillede, knudeformede og små. 
Bladene er uligefinnede med 9-25 ovale, helrandede småblade. Begge bladsider er lyst grågrønne. Blomstringen foregår i juli-september, hvor man finder blomsterne i tætte, endestillede klaser. De enkelte blomster er ganske små og uregelmæssige med kun ét violet kronblad. Frugterne er små bælge med et frø i hver.
Rodsystemet består af en dybtgående pælerod og et vidt udbredt sæt af siderødder. 
Højde x bredde og årlig tilvækst: 2,50 x 2,50 m (30 x 30 cm/år).

## Hjemsted
Almindelig særkrone er udbredt fra det sydlige Canada over det meste af USA til det nordlige Mexico. Den foretrøkker lysåbne eller kun let skyggede voksesteder på næringsfattig og veldrænet, ofte tør jordbund. Derfor findes den i plantesamfund i lyse løvskove, langs skovbryn, på prærier og i tørre buskadser. 
På sanddæmninger og strande oven over normalt højvandsmærke langs Chesapeake Bays kystlinje (Maryland, USA) findes kratagtige, forholdsvis åbne bevoksninger, hvor alm. særkrone er dominerende. Her vokser den sammen med bl.a. kongebregne, Hibiscus moscheutos, kærmangeløv, Polygonum sagittatum (en art af pileurt), risgræs, rødask, rødløn, smalbladet dunhammer, sumprose og virginsk vinterbær
| Portal | Portal:Botanik |

## Note
1. ↑  J. Harrison og L. Sneddon: Classification of Vegetation Communities of Maryland: First Iteration – en kortfattet oversigt over denne vegetationstype på (engelsk)